# Tydeidae
Famille
Les Tydeidae sont une famille d'Acariens. Ce sont généralement des petits acariens avec des couleurs ternes. Le corps est mou, souvent avec des motifs complexes striés ou réticulés. Certaines espèces ont deux ou trois yeux bien que beaucoup en soient complètement dépourvus.
Ces acariens vivent dans un large éventail d'habitats et il y a des espèces prédatrices, fongivores et nécrophages.

## Principaux genres
- Acanthotydides
- Idiolorryia
- Krantzlorryia
- Lorryia
- Metalorryia
- Neoapolorryia
- Nudilorryia
- Paralorryia
- Pronematus
- Pseudolorryia
- Tydeus
- Tydides

## Liste des genres et espèces
Selon NCBI (26 nov. 2010) :
- genre Lorryia
  - Lorryia sp. AMUEnv035
- unclassified Tydeidae
  - Tydaeolinae sp. AMUEnv015
  - Tydeidae sp. Ty_01